# رينيه كارل
رينيه كارل (بالفرنسية: Renée Carl)‏ هي ممثلة فرنسية، ولدت في 10 يونيو 1875 في فرنسا، وتوفيت في 31 يوليو 1954 بالدائرة الثامنة عشرة في باريس في فرنسا.

## وصلات خارجية
- رينيه كارل على موقع IMDb (الإنجليزية)
- رينيه كارل على موقع ألو سيني (الفرنسية)
- رينيه كارل على موقع أول موفي (الإنجليزية)
- رينيه كارل على موقع قاعدة بيانات الأفلام السويدية (السويدية)
- رينيه كارل على موقع قاعدة بيانات الفيلم (الإنجليزية)
- رينيه كارل على موقع كينوبويسك (الروسية)